# Jim Crow (personagem)
Jim Crow  é um personagem de teatro - desenvolvido e popularizado por Thomas D. Rice (1808-1860) - e uma representação racista dos afro-americanos e de sua cultura. Rice baseou o personagem em um malandro popular chamado Jim Crow, que há muito era popular entre os escravos negros. Rice também adaptou e popularizou uma canção tradicional dos escravos chamada " Jump Jim Crow " (1828).

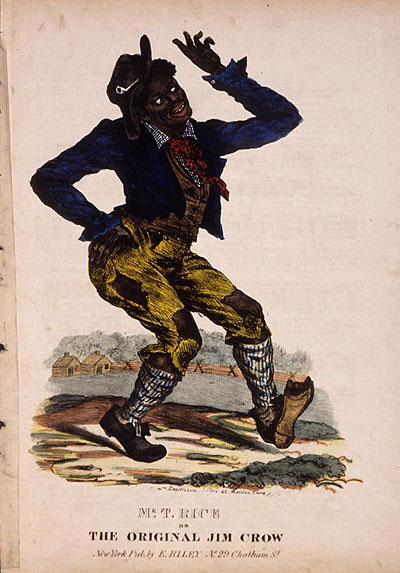
Jim Crow.

O personagem se veste normalmente com trapos e usa chapéu de cama e sapatos rasgados. Rice aplicou maquiagem negra feita de cortiça queimada no rosto e nas mãos e personificou um afro-americano muito ágil e irreverentemente espirituoso, que cantou: "Venham ouvir todos vocês, galhas e meninos, vou cantar um pouco música, meu nome é Jim Crow, vamos lá e vire-se e vamos, então, é hora de eu pular Jim Crow. "

## Origem
A origem real do personagem Jim Crow foi perdida para a lenda. Uma história afirma que é a imitação de Rice de um escravo negro que ele viu em suas viagens pelo sul dos Estados Unidos, cujo dono não era o Sr. Crow. De acordo com Conner, o estábulo de libré pertencia a um homem branco chamado Crow, cujo nome o escravo idoso adotou.
Ele cantou uma música, 'I Turn About and Wheel About', e a cada noite compôs novos versos para ela, alcançando o público e fazendo um grande nome para si mesmo. "

## Legado
O personagem "Jim Crow" retratado por Rice popularizou a percepção dos afro-americanos como preguiçosos, indignos de confiança, burros e indignos de integração. As apresentações de Rice ajudaram a popularizar o menestrel americano, em que muitos artistas imitaram o uso de rosto negro e representações estereotipadas de Rice, em turnês pelos Estados Unidos.
O personagem, originalmente chamado de "Jim Crow" nas folhas do modelo original, foi alterado na década de 1950 para "Dandy Crow" na tentativa de evitar polêmica . Floyd Norman, o primeiro animador afro-americano contratado pela Walt Disney Productions durante a década de 1950, explicou que a razão para o nome 'Jim Crow' foi "uma investida de desenho animado nas opressivas leis Jim Crow no Sul" em um artigo intitulado Black Corvos e outras bobagens de PC .